# بييترو لونغي
بييترو لونغي (بالإيطالية: Pietro Longhi) هو رسام إيطالي عاش بين 5 تشرين الثاني/نوفمبر 1701 و 8 أيار/ مايو 1785. ولد في البندقية وهو من رسامي روكوكو تلك المدينة.
اشتهر لونجي برسم اللوحات التي تعبر عن مجريات الحياة اليومية Genre art.

## اقرأ أيضاً
- روكوكو

## روابط خارجية
- بييترو لونغي على موقع الموسوعة البريطانية (الإنجليزية)
- بييترو لونغي على موقع إن إن دي بي (الإنجليزية)
- بييترو لونغي على موقع ديسكوغز (الإنجليزية)